# Festival de Águas Claras
O Festival de Águas Claras foi um evento musical que contou com importantes músicos brasileiros e teve quatro edições, em 1975, 1981, 1983 e 1984. O festival foi feito na Fazenda Santa Virgínia, na cidade de Iacanga, interior de São Paulo. O evento é conhecido como a "Woodstock brasileira".

## História

### Origens
Estudante de engenharia em Mogi das Cruzes, Antonio Checchin Junior (conhecido popularmente como Leivinha) estava próximo de se formar quando ocorreu em 8 de junho de 1972 o acidente ferroviário de Mogi das Cruzes. Com 23 mortos e 65 feridos graves (incluindo colegas de faculdade), o acidente causou profundo impacto em Leivinha - que acabou abandonando a faculdade e viajando pela América do Sul. Após retornar de viagem, Leivinha vislumbrou a realização de uma festival de música na fazenda de sua família (Fazenda Santa Virgínia) em Iacanga.
Inspirados pelo Festival de Woodstock, foram realizados no Brasil os festivais de Guarapari (1971), Cambé (1973) e o Hollywood Rock. Porém a repressão da ditadura militar nos grandes centros tornou os festivais fracassos financeiros e de público.
Para Leivinha, havia um ar de quermesse nos festivais, contando com artistas circenses, globo da morte, palhaços e competição de motocross.

### 1º Festival (1975)
Organizado de forma amadorística e despretensiosa, o festival foi batizado de Águas Claras. Para sua realização, Leivinha teve que pedir autorização ao delegado Silvio Pereira Machado, do DOPS, e assinou um termo onde se comprometia a não atentar contra a "moral e os bons costumes". O objetivo inicial era fazer uma festa mais íntima, comemorando o lançamento de uma peça de teatro montada por ele que estava estreando. Através da amizade de Leivinha com os músicos Sérgio Dias e Liminha, foi montado o line-up do festival, que contou em sua primeira edição com artistas de São Paulo.
Realizado em janeiro de 1975 na Fazenda Santa Virgínia, Iacanga, interior de São Paulo suas entradas custavam 30 cruzeiros (equivalentes à 76 reais), a estrutura do palco foi montada com madeiras dos currais, e media 10 metros de altura e 20 metros de largura. Ao público estavam disponíveis 50 sanitários, uma barraca de assistência médica e duas ambulâncias. Atraídos pelo festival, dezenas de vendedores de Iacanga e região montaram barracas vendendo comida e artesanato. Estima-se que o 1º festival teve um público entre 15 a 30 mil pessoas. O responsável pelo palco durante as apresentações foi o filósofo Claudio Prado, também um dos criadores do festival.

#### Dia 17/01 (sexta-feira)[9]
- Sacrament's
- Há Pedra
- Corpus
- Cogumelo
- Tony Osanah
- Dan Rock-a-Billy
- Movimento Parado
- Rock da Mortalha

#### Dia 18/01 (sábado)[9]
- Dez Mandamentos
- Phoenix
- Acam
- Orquestra Azul
- A Chave
- Jazco
- Terreno Baldio
- Apocalypsis

#### Dia 19/01 (domingo)[9]
- Moto Perpétuo
- Som Nosso de Cada Dia
- O Terço

### 2º Festival (1981)
O segundo festival foi o de maior sucesso. Teve cobertura da TV e ingressos (preço de mil cruzeiros, que representava 17% dos quase 6 mil que eram o salário mínimo) vendidos nas agências do Unibanco. Contou com a participação de artistas de peso, como Raul Seixas, Luiz Gonzaga, Hermeto Paschoal, João Gilberto, Egberto Gismonti, Gilberto Gil, Alceu Valença, além de outros nomes do rock nacional e da MPB.

### 3º Festival (1983)
O terceiro festival ocorreu em 1983, e teve caráter mais eclético do que os dois anteriores. Teve a participação de artistas como Armandinho, Dodô & Osmar, Arthur Moreira Lima, Egberto Gismonti, Fagner, Sivuca, Premeditando o Breque, Sandra Sá, Paulinho da Viola, Sá & Guarabyra, Erasmo Carlos e Wanderléa. João Gilberto foi o auge da edição, subindo ao palco as 6h da manhã e fazendo aquele que foi seu primeiro e único show ao ar livre. O público dessa edição foi de 70 mil pessoas.

### 4º Festival (1984)
A quarta edição foi de menor porte, e ocorreu durante o carnaval. A realização se deu por conta do contrato assinado por Leivinha, que não achava aquela época do ano a mais apropriada.

## Artistas
Sobre o palco, feito de madeira (com 10m de altura e 20 de largura), se apresentaram os seguintes artistas:
- Som Nosso de Cada Dia
- Terreno Baldio
- Apokalypsis
- Walter Franco
- Ursa Maior
- Moto Perpétuo
- Jazco
- Tibet
- Burmah
- Grupo Capote
- Jorge Mautner
- Acaru Raízes
- Corpus
- Mitra
- Burmah - Ocho
- Marcus Vinicius
- Nushkurallah
- Rock da Mortalha
- O Terço

Por conta do festival ter sido realizado no interior de São Paulo, a repressão das autoridades foi menor. Com isso, mais de 30 mil pessoas participaram do evento. Após o festival, as autoridades constataram que o festival não possuía todas as autorizações para ser realizado e Leivinha foi brevemente detido pelo DOPS-SP.
Segundo ofício do ministro da justiça Armando Falcão sobre o episódio:
| “                                                               | ...Durante a realização (do Festival de Iacanga), o uso de entorpecentes, bebidas alcoólicas e atos imorais foram abertamente praticados; aproveitando-se do ambiente próprio, propagadores de ideias subversivas vinculavam propagandas com as seguintes frases: ‘Viva a Mocidade Socialista’, ‘Viva Che Guevara’, ‘Viva a liberdade estudantil... | ” |
| — Armando Falcão, em ofício sobre o I Festival das Águas Claras | |   |

## Documentário
Em 2019, o diretor Thiago Mattar lançou um documentário sobre o festival, chamado O Barato de Iacanga, motivado após uma conversa com seu pai, que havia frequentado o festival, e pela falta de fontes disponíveis sobre o assunto.